# Abby Elliott
Abigail "Abby" Elliott (Nueva York, 16 de junio de 1987) es una actriz y comediante estadounidense. Es más conocida por su trabajo de 4 temporadas en Saturday Night Live, entre los años 2008 y 2012. Es hija del actor y comediante Chris Elliott.

## Primeros años
Abby Elliott nació en la ciudad de Nueva York y creció en Wilton, Connecticut, hija de Paula Niedert, coordinadora de talentos, y del actor y comediante Chris Elliott. Es nieta del comediante de radio Bob Elliott. Desde pequeña, disfrutaba actuar en la escuela Our Lady of Fatima School en Wilton, y decidió tomar la carrera de actuación a una temprana edad. Asistió a la escuela secundaria Immaculate High School en Danbury, Connecticut, donde actuaba en musicales. Después de su graduación en 2005, asistió al Marymount Manhattan College en Nueva York, pero abandonó después del primer semestre.

## Carrera

### 2006–2008: Inicios
Elliott tomó clases con el grupo de comedia The Groundlings, y eventualmente comenzó su entrenamiento en representación de comedia de sketchs en los shows de Upright Citizens Brigade Theatre (UCB), en Los Ángeles, California.
En 2006, Elliott participó de pequeños roles en las comedias You've Reached The Elliotts y Chrissy: Plain & Simple, ambos pilotos en los que también participó su padre, Chris Elliott. Mientras se encontraba en UCB frecuentemente participaba de The Midnight Show, y en ocasiones también participaba su hermana menor Bridey. Antes de unirse al reparto de Saturday Night Live, Abby realizó voces para las series King of the Hill y Minoriteam. También participó en sketchs de Late Night with Jimmy Fallon, como "Jersey Floor" y "6-Bee". Elliott debutó en el cine con un pequeño rol en No Strings Attached, y también ha aparecido en roles de soporte en películas como High Road y Fun Size.

### 2008–2012:Saturday Night Live
Elliott se unió al reparto de Saturday Night Live en la mitad de la temporada 2008-2009 (temporada 34), en noviembre de 2008, debido a la salida de Amy Poehler. Es la tercera generación de su familia que ha participado en SNL (y la segunda en ser parte del reparto del programa y con la estadía más larga en el programa, más que su padre y abuelo juntos). Su padre, Chris Elliott, fue miembro de SNL durante la temporada 1994-1995 (temporada 20) y su abuelo Bob Elliott, del popular dúo de comedia "Bob & Ray", participó de un episodio de Navidad en la temporada 1978-1979 (cuarta temporada).
Después de cuatro temporadas en SNL, Elliott se retiró del programa antes del inicio de la temporada 38.
Imitaciones a celebridades
Muchas celebridades fueron imitadas por Abby Elliott en su estadía en SNL, incluyendo:
Christina Aguilera, Anne Hathaway, Katy Perry, Angelina Jolie, Joan Cusack, Anna Faris, Khloé Kardashian, Laura Linney (como Cathy Jamison en The Big C), Rachel Maddow, Sarah McLachlan, Marilyn Monroe, Brittany Murphy (su aparición fue sacada de todas las repeticiones del programa debido al fallecimiento de Brittany Murphy), Ke$ha, Rosie Pope, Leah Remini, Chloë Sevigny, Meryl Streep, Jamie Lynn Spears, Zooey Deschanel, Jewel, Lea Michele (como Rachel Berry en Glee), Heather Menzies (como Louisa von Trapp de la película The Sound of Music), Belle (de La bella y la bestia), Emma Watson (en el personaje de Hermione Granger de la saga de Harry Potter) o Jennifer Lawrence (como Katniss Everdeen de Los juegos del hambre).
Personajes recurrentes en SNL
- Shirley, una de las cantantes de The Lawrence Welk Show.
- Una de las chicas francesas en Les Jeunes de Paris.
- Fur Coat Rhonda, una de las comediantes de The Original Kings of Catchphrase Comedy.
- Paula, una de las compañeras de clases de Gilly.

### 2012–act.: Proyectos recientes
Desde su salida de SNL en 2012, Elliott ha realizado apariciones en programas de televisión como 2 Broke Girls, How I Met Your Mother, Happy Endings e Inside Amy Schumer. Desde 2022, protagoniza The Bear, en el papel de "Sugar", hermana de "Carmy".

## Vida personal
En agosto de 2010, los medios reportaron que Elliott estaba saliendo con su compañero de SNL, Fred Armisen. Terminaron su relación en septiembre de 2011.
Se casó con Bill Kennedy el 3 de septiembre de 2016. Tienen una hija, Edith Pepper (n. 23 de octubre de 2020), y un hijo, William "Billy" Joseph Lunney (n. 9 de junio de 2023).

## Filmografía

### Cine
| Año  | Título                       | Rol        | Notas        |
| ---- | ---------------------------- | ---------- | ------------ |
| 2011 | No Strings Attached          | Joy        |              |
| 2011 | My Anime Girlfriend          |            | Cortometraje |
| 2011 | High Road                    | Monica     |              |
| 2012 | Fun Size                     | Lara       |              |
| 2014 | Teenage Mutant Ninja Turtles | Taylor     |              |
| 2014 | Sex Ed                       | Trish      |              |
| 2014 | Life Partners                | Kate Clark |              |
| 2016 | Better Off Single            | Angela     |              |
| 2018 | Clara's Ghost                | Julie      |              |
| 2022 | Cheaper by the Dozen         | Tricia     |              |

### Televisión
| Año           | Título                           | Rol                      | Notas                    |
| ------------- | -------------------------------- | ------------------------ | ------------------------ |
| 2006          | Minoriteam                       | Computador               | Actriz de voz            |
| 2006          | You've Reached the Elliotts      | Kristin                  | Película para televisión |
| 2008          | King of the Hill                 | Varios                   | Actriz de voz            |
| 2008–2012     | Saturday Night Live              | Varios                   | 81 episodios             |
| 2011–2013     | CollegeHumor                     | Varios                   | 2 episodios              |
| 2012          | Ugly Americans                   | Emily                    | Actriz de voz            |
| 2012          | 2 Broke Girls                    | Ruth                     | 1 episodio               |
| 2013–2014     | How I Met Your Mother            | Jeanette Peterson        | 5 episodios              |
| 2013          | Happy Endings                    | Katie                    | 1 episodio               |
| 2013          | Inside Amy Schumer               | Bree                     | 1 episodio               |
| 2015–2017     | Odd Mom Out                      | Brooke Von-Weber         | Protagonista             |
| 2015–2019     | Star vs. the Forces of Evil      | Janna (voz)              | Recurrente               |
| 2016–2018     | Home: Adventures with Tip and Oh | Chelsea (voz)            | Recurrente               |
| 2016          | Difficult People                 | Kayla                    | 1 episodio               |
| 2018          | Alone Together                   | Megan                    | 1 episodio               |
| 2020          | Indebted                         | Rebecca Klein            | Protagonista             |
| 2022          | Search Party                     | Dr. Amanda Baby          | 1 episodio               |
| 2022-presente | The Bear                         | Natalie "Sugar" Berzatto | Protagonista             |